# Gardenia il giustiziere della mala
Gardenia il giustiziere della mala è un film poliziesco del 1979 diretto da Domenico Paolella.

## Trama
Nella città di Roma vive Gardenia, un rispettato boss della criminalità organizzata romana che mostra una certa umanità nel gestire i suoi affari. Gestisce un ristorante e una casa da gioco clandestina, e ha una donna di nome Regina.
Contattato da Don Salluzzo, un boss mafioso, rifiuta categoricamente di entrare nel giro della droga e di smerciarla nel suo ristorante.
A causa del suo rifiuto entra in contrasto con Salluzzo che cerca più volte di eliminarlo, ma con l'aiuto di alcuni amici di infanzia riesce alla fine a spuntarla.

## Distribuzione
Distribuito nei cinema italiani il 5 maggio 1979, il film ha incassato circa 108 milioni di lire dell'epoca.